# انتخابات پارلمانی بلغارستان (۲۰۱۷)
انتخابات پارلمانی بلغارستان در ۲۶ مارس ۲۰۱۷ برگزار شد. این انتخابات قرار بود با پایان یافتن چهار سال عمر مجلس ملی این کشور در ۲۰۱۸ برگزار شود اما با استعفای بویکو بوریسوف نخست‌وزیر بلغارستان و ناکامی احزاب این کشور در تشکیل دولت، انتخابات زودهنگام برگزار شد.
دلیل استعفای بوریسوف، شکست زتسکا ساچیوا نامزد حزب GERB (شهروندان برای توسعهٔ اروپایی بلغارستان) در انتخابات ریاست‌جمهوری بلغارستان در ۲۰۱۶ بود.
نتایج اولیه نشان داد که هیچ‌کدام از احزاب نتوانسته‌اند اکثریت مطلق را بدست آوردند. حزب گرب به رهبری بوریسوف ۹۵ کرسی (۳۳٪) بدست آورد در حالی که حزب سوسیالیست‌های بلغارستان با ۸۰ کرسی (۲۸٪) دوم شدند. بوریسوف برای تشکیل دولت نیاز به ائتلاف با احزاب دیگر دارد اما سوسیالست‌ها اعلام کرده‌اند با برنامه‌های محافظه‌کاران مخالفند و خیال ائتلاف ندارند.

## پیش‌زمینه
بوریسوف در طول تبلیغات انتخاباتی ریاست‌جمهوری ۲۰۱۶ قول داده بود در صورتی که زتسکا ساچیوا نامزد حزبش که بعدها رئیس مجلس ملی این کشور شد رای نیاورد، استعفا خواهد داد.
ساچیوا در ۶ نوامبر ۲۰۱۶، پس از سرلشکر رومن رادف، در انتخابات دوم شد. او توانسته بود تنها ۲۲٪ از رای مردمی را به دست آورد در حالی که رقیبش ۲۵٫۴٪ از آرا را بدست آورده بود. پس از اعلام نتایج بوریسوف بار دیگر بر وعدهٔ خود مبنی بر استعفا در صورت عدم پیروزی نامزد حزبش در دور دوم انتخابات تأکید کرد. دور دوم در ۱۳ نوامبر ۲۰۱۶ برگزار شد و ساچیوا با فاصلهٔ زیادی به رادف باخت. او تنها ۲۶٫۲٪ از آرا را بدست آورده بود در حالی که رادف ۵۹٫۴٪ رای آورده بود.
بوریسوف تنها یک روز بعد استعفا داد. مجلس ملی بلغارستان دو روز بعد با رای ۲۱۸–۰ استعفای او را پذیرفت.

## روش
همهٔ ۲۴۰ عضو مجلس ملی بلغارستان با روش نمایندگی تناسبی فهرست باز انتخاب می‌شوند. بلغارستان دارای ۳۱ حوزهٔ انتخابیه‌ی چندنماینده‌ای است. محدودهٔ کرسی‌های حوزه‌ها بین ۴ تا ۱۶ کرسی است. آستانهٔ انتخابی ۴٪ است.
برای این انتخابات ۳۷۱ مرکز رأی‌گیری در ۷۰ کشور و سرزمین خارجی دایر می‌شوند.

## نظرسنجی‌ها
این نظرسنجی‌ها شامل آرای مردد نیستند.
| منبع                                                   | تاریخ          | جمعیت آماری | درصد خطا | گرب           | BSP          | DPS  | میهن‌پرستان متحد | RB    | Volya | Yes, Bulgaria | ABV   | دیگران / هیچ‌کدام | تفاضل |      |   |   |      |       |  |
| ------------------------------------------------------ | -------------- | ----------- | -------- | ------------- | ------------ | ---- | --------------- | ----- | ----- | ------------- | ----- | ---------------- | ----- | ---- | - | - | ---- | ----- |  |
| منبع                                                   | تاریخ          | جمعیت آماری | درصد خطا | انتخابات ۲۰۱۴ | ۵ اکتبر ۲۰۱۴ |      |                 | ۳۲٫۷٪ | ۱۵٫۴٪ | ۱۴٫۸٪         | 11.8% | دیگران / هیچ‌کدام | تفاضل | ۸٫۹٪ | - | - | ۴٫۲٪ | ۱۲٫۲٪ |  |
| Trend                                                  | ۱۷ ژانویه ۲۰۱۷ | ۱٬۰۰۲       | ± ۳٫۱٪   | ۳۲٫۲٪         | ۲۹٫۳٪        | ۷٫۸٪ | ۱۰٫۴٪           | ۳٫۷٪  | ۵٫۹٪  | ۰٫۷٪          | ۱٫۰٪  | ۹٫۰٪             | ۲٫۹٪  |      |   |   |      |       |  |
| Alpha Research                                         | ۲۲ ژانویه ۲۰۱۷ | ۱٬۰۲۴       | ± ۳٫۰٪   | ۳۲٫۶٪         | ۲۸٫۸٪        | ۷٫۸٪ | ۱۰٫۷٪           | ۳٫۸٪  | ۴٫۴٪  | ۲٫۳٪          | ۱٫۴٪  | ۸٫۲٪             | ۳٫۸٪  |      |   |   |      |       |  |
| Estat                                                  | ۲۲ ژانویه ۲۰۱۷ | ۱٬۰۰۰       | ± ۳٫۱٪   | ۳۶٫۱٪         | ۲۷٫۵٪        | ۶٫۰٪ | ۷٫۰٪            | ۲٫۴٪  | ۸٫۴٪  | ۰٫۹٪          | ۱٫۹٪  | ۹٫۸٪             | ۸٫۶٪  |      |   |   |      |       |  |
| Gallup بایگانی‌شده در ۱۶ ژوئن ۲۰۱۹ توسط Wayback Machine | ۳۰ ژانویه ۲۰۱۷ | ۸۱۶         | ± ۳٫۵٪   | ۲۷٫۶٪         | ۲۸٫۷٪        | ۸٫۲٪ | ۱۱٫۹٪           | ۴٫۳٪  | ۷٫۷٪  | ۲٫۰٪          | ۱٫۹٪  | ۷٫۷٪             | ۱٫۱٪  |      |   |   |      |       |  |
| TAM                                                    | ۷ فوریه ۲۰۱۷   | ۱٬۰۱۲       | ± ۳٫۱٪   | ۲۹٫۲٪         | ۲۸٫۱٪        | ۹٫۶٪ | ۷٫۵٪            | ۳٫۷٪  | ۵٫۲٪  | ۱٫۵٪          | ۰٫۹٪  | ۱۴٫۳٪            | ۱٫۱٪  |      |   |   |      |       |  |
| Trend                                                  | ۹ فوریه ۲۰۱۷   | ۱٬۰۰۲       | ± ۳٫۱٪   | ۲۹٫۷٪         | ۲۸٫۷٪        | ۹٫۰٪ | ۹٫۹٪            | ۳٫۴٪  | ۶٫۵٪  | ۲٫۳٪          | ۲٫۰٪  | ۸٫۵٪             | ۱٫۰٪  |      |   |   |      |       |  |
| Sova Haris                                             | ۲۰ فوریه ۲۰۱۷  | ۱٬۰۰۳       | ± ۳٫۰٪   | ۳۱٫۳٪         | ۳۱٫۶٪        | ۶٫۴٪ | ۱۰٫۳٪           | ۶٫۳٪  | ۷٫۲٪  | ۰٫۵٪          | ۳٫۰٪  | ۳٫۴٪             | ۰٫۳٪  |      |   |   |      |       |  |
| Alpha Research                                         | ۲۳ فوریه ۲۰۱۷  | ۱٬۰۲۴       | ± ۳٫۰٪   | ۳۱٫۵٪         | ۲۹٫۶٪        | ۶٫۸٪ | ۱۰٫۸٪           | ۳٫۹٪  | ۵٫۷٪  | ۲٫۶٪          | ۲٫۹٪  | ۶٫۲٪             | ۱٫۹٪  |      |   |   |      |       |  |
| AFIS                                                   | ۲۷ فوریه ۲۰۱۷  | ۱٬۲۰۰       | ± ۳٫۰٪   | ۲۸٫۲٪         | ۳۰٫۵٪        | ۶٫۷٪ | ۸٫۵٪            | ۴٫۵٪  | ۵٫۱٪  | ۱٫۳٪          | ۳٫۳٪  | ۱۲٫۰٪            | ۲٫۳٪  |      |   |   |      |       |  |
| Estat                                                  | ۲۸ فوریه ۲۰۱۷  | ۱٬۰۰۰       | ± ۳٫۱٪   | ۳۰٫۹٪         | ۳۱٫۶٪        | ۶٫۷٪ | ۹٫۰٪            | ۴٫۱٪  | ۱۲٫۳٪ | ۲٫۴٪          | ۱٫۵٪  | ۱٫۳٪             | ۰٫۷٪  |      |   |   |      |       |  |
| Gallup بایگانی‌شده در ۱۶ ژوئن ۲۰۱۹ توسط Wayback Machine | ۵ مارس ۲۰۱۷    | ۱٬۰۰۳       | ± ۳٫۱٪   | ۲۸٫۳٪         | ۳۰٫۲٪        | ۸٫۲٪ | ۱۱٫۹٪           | ۴٫۳٪  | ۷٫۴٪  | ۲٫۳٪          | ۲٫۶٪  | ۴٫۸٪             | ۱٫۹٪  |      |   |   |      |       |  |
| Institute of Modern Politics                           | ۶ مارس ۲۰۱۷    | ۸۲۷         | ± ۳٫۱٪   | ۲۹٫۱٪         | ۲۹٫۰٪        | ۷٫۳٪ | ۹٫۵٪            | ۳٫۵٪  | ۵٫۸٪  | ۱٫۷٪          | ۴٫۱٪  | ۱۰٫۰٪            | ۰٫۱٪  |      |   |   |      |       |  |
| Gallup بایگانی‌شده در ۱۶ ژوئن ۲۰۱۹ توسط Wayback Machine | ۱۵ مارس ۲۰۱۷   | ۱٬۰۱۲       | ± ۳٫۰٪   | ۲۹٫۹٪         | ۳۰٫۳٪        | ۸٫۱٪ | ۱۱٫۵٪           | ۴٫۴٪  | ۶٫۵٪  | ۲٫۳٪          | ۲٫۴٪  | ۳٫۶٪             | ۰٫۴٪  |      |   |   |      |       |  |
| AFIS                                                   | ۱۶ مارس ۲۰۱۷   | ۱٬۰۱۰       | ± ۳٫۰٪   | ۳۱٫۲٪         | ۳۱٫۵٪        | ۸٫۵٪ | ۹٫۹٪            | ۴٫۴٪  | ۵٫۳٪  | ۱٫۱٪          | ۴٫۱٪  | ۴٫۱٪             | ۰٫۳٪  |      |   |   |      |       |  |

## نتیجه
| حزب                                         | آرا       | ٪     | کرسی‌ها | +/– |
| ------------------------------------------- | --------- | ----- | ------ | --- |
| گرب (شهروندان برای توسعهٔ اروپایی بلغارستان) | ۱٬۱۴۷٬۲۸۳ | ۳۲٫۶۵ | ۹۵     | +۱۱ |
| حزب سوسیالیست بلغارستان                     | ۹۵۵٬۴۹۰   | ۲۷٫۲۰ | ۸۰     | +۴۱ |
| حزب میهن‌پرستان متحد                         | ۳۱۸٬۵۱۳   | ۹٫۰۷  | ۲۷     | −۳  |
| جنبش حقوق و آزادی‌ها                         | ۳۱۵٬۹۷۶   | ۸٫۹۹  | ۲۶     | −۱۲ |
| ولیا                                        | ۱۴۵٬۶۳۷   | ۴٫۱۵  | ۱۲     | نو  |
| بلوک اصلاح‌طلبان                             | ۱۰۷٬۳۹۹   | ۳٫۰۶  | ۰      | –۲۳ |
| آری، بلغارستان                              | ۱۰۱٬۲۱۷   | ۲٫۸۸  | ۰      | ۰   |
| انجمن DOST                                  | ۱۰۰٬۴۸۱   | ۲٫۸۶  | ۰      | نو  |
| حزب جمهوری نو                               | ۸۶٬۹۸۴    | ۲٫۴۸  | ۰      | نو  |
| چاره احیای بلغارستان-جنبش ۲۱                | ۵۴٬۴۰۹    | ۱٫۵۵  | ۰      | –۱۱ |
| احیا                                        | ۳۷٬۸۸۱    | ۱٫۰۸  | ۰      | نو  |
| حزب سبزها                                   | ۱۰٬۱۵۷    | ۰٫۲۹  | ۰      | ۰   |
| بهار بلغاری                                 | ۹٬۲۲۹     | ۰٫۲۶  | ۰      | نو  |
| جنبش بلغارستان به‌پیش                        | ۶٬۶۴۷     | ۰٫۱۹  | ۰      | نو  |
| ائتلاف ناراضیان                             | ۵٬۹۴۵     | ۰٫۱۷  | ۰      | نو  |
| جنبش برای یک مدل برابری عمومی               | ۴٬۹۸۸     | ۰٫۱۴  | ۰      | نو  |
| انجمن ملی بلغارستان                         | ۳٬۹۲۰     | ۰٫۱۱  | ۰      | نو  |
| مرکز دموکراتیک بلغارستان                    | ۳٬۱۲۹     | ۰٫۰۹  | ۰      | نو  |
| WHO-چپ بلغارستان-حزب سبز بلغارستان          | ۲٬۸۷۶     | ۰٫۰۸  | ۰      | ۰   |
| حزب ملی جمهوری‌خواه                          | ۲٬۳۲۸     | ۰٫۰۷  | ۰      | نو  |
| مستقل‌ها                                     | ۵٬۱۱۵     | ۰٫۱۵  | ۰      | ۰   |
| هیچ‌کدام از موارد بالا                       | ۸۷٬۸۵۴    | ۲٫۵۰  | –      | –   |
| آرای سفید/باطله                             |           | –     | –      | –   |
| مجموع                                       |           | ۱۰۰   | ۲۴۰    | ۰   |
| رأی‌دهندگان نام‌نویسی‌شده/مشارکت               |           |       | –      | –   |
| منبع: CIK                                   |           |       |        |     |